# Hôtel Montcalm
Ne doit pas être confondu avec Hôtel de Montcalm.
L’hôtel Montcalm, de son ancien nom hôtel du Quartier Général, est un hôtel particulier construit au début du XIXe siècle et, situé à Montpellier, dans le département de l'Hérault.
Proche du cœur historique de la ville, entre la gare Saint-Roch et la place de la Comédie, il doit son nom à un des petits-fils du lieutenant général des armées royales Louis-Joseph de Montcalm qui a soutenu le siège de la ville de Québec en 1758.

## Histoire

### Hôtel particulier
L'officier de cavalerie, Louis Marie André Dieudonné de Montcalm ou Comte de Montcalm, fait partie de cette longue lignée de familles protestantes originaire de l'ancienne province du Rouergue. 
Héritier d'une confortable fortune, il achète en 1816 une parcelle d'une propriété de 14 hectares dans les faubourgs de Lattes à la famille de Serres de Mesplès. Quelques années plus tard, il y fait bâtir une demeure avec des décors muraux, des meubles de prestige et une galerie de tableaux qui fait l'admiration des connaisseurs. Il y habite durant trente années et vend l'hôtel particulier en 1853.

### Hôtel du Quartier Général
Cette cession provoque une réunion extraordinaire du conseil municipal de la ville afin de délibérer sur le choix d'un nouvel espace d'accueil pour le général commandant la 10e division. Échangée contre l'hôtel de Guidais ou vendue au ministère de la Guerre, le général commandant s'installe dans les lieux durant le mois de septembre 1853.
Durant 150 années, l'armée a occupé ce lieu avant qu'il ne devienne la propriété de la Ville de Montpellier, puis celle de Montpellier Méditerranée Métropole. Un inventaire rapide ne laisse les traces que de quelques peintures murales témoignant de la vogue de l'exotisme après le Retour d'Égypte, de l’histoire militaire de la famille et du raffinement esthétique si particulier de l'époque de son premier propriétaire.
En janvier 1942, Jean de Lattre de Tassigny est nommé commandant de la 16e division militaire à Montpellier. Il demeure durant dix mois au quartier général (hôtel Montcalm), jusqu’à son entrée en résistance en novembre 1942.

### Musée de l’histoire de la France en Algérie
Durant l'année 2003, un projet de création de musée de l’histoire de la France en Algérie, période de 1830 à 1962, est validé par le Conseil Municipal de la Ville. Ce dernier est transféré au début de l'année 2006 à Montpellier-Agglomération dans le cadre d'une continuité de transfert de compétence de la filière culturelle et sportive. Une collection est constituée dans cette perspective.
Donnant sur la rue de la République, le parc de l'hôtel Montcalm est inauguré en 2004 par Jean-Louis Roumégas sous le nom de parc Emmanuel Roblès (1914-1995). Il reste accessible au public durant cinq années, avant d'être à nouveau fermé.
En vue de réaliser le musée de l’histoire de la France en Algérie et après de longues études, des travaux de chantier démarrent en 2010 pour aménager les locaux et créer un espace d'exposition de 366 m2 sous la cour nord de l'hôtel particulier, pour un budget prévisionnel de 19 360 000 €.

### MO.CO. Hôtel des collections
À partir de 2014, après d’importants travaux déjà engagés, Philippe Saurel décide d’annuler le projet de musée de l’histoire de la France en Algérie et de lui substituer un ambitieux projet de nouvelle institution vouée à l’art contemporain, dont l’hôtel de Montcalm devient le site phare. Le 29 juin 2019 le MO.CO. Hôtel des collections, repensé par l’agence PCA-Stream de Philippe Chiambaretta, est inauguré,,.
Le parc, rebaptisé Jardin des cinq continents  rouvre également le 29 juin 2019 à l’occasion de l’inauguration du MO.CO. : il est conçu comme un jardin-atlas par Bertrand Lavier (également créateur de la fontaine), en concertation avec Gilles Clément et Coloco (paysagistes, urbanistes, botanistes, jardiniers et artistes).